# Gren Jones (cầu thủ bóng đá)
Gren Jones (23 tháng 11 năm 1932 - 15 tháng 10 năm 1991) là một cầu thủ bóng đá người Anh thi đấu ở vị trí tiền vệ cánh phải.

## Sự nghiệp
Sinh ra ở Nuneaton, Jones thi đấu cho West Bromwich Albion, Wrexham và Prague (Úc).